# 朱材哲

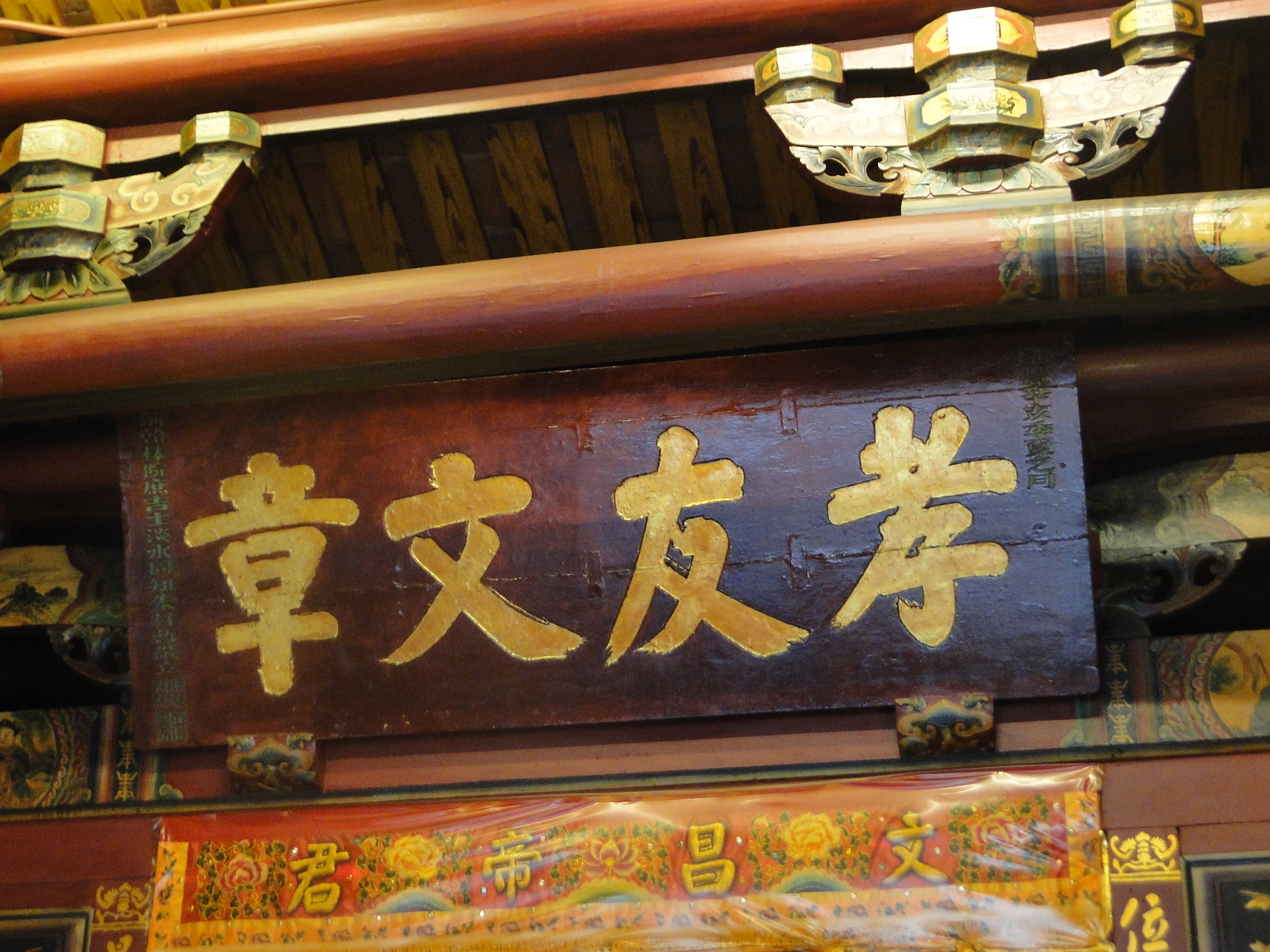
咸豐辛亥年（1851年）朱材哲所立「孝友文章」匾，現存於新竹關帝廟。

朱材哲（1795年—1869年），字梓良，號丹園，湖北監利人，清朝政治人物，進士出身。

## 生平
嘉慶二十五年（1820年）庚辰科二甲進士。朱材哲於咸豐元年（1851年）以台灣府淡水撫民同知身分奉旨接替黃開基，於台灣地區代理擔任台灣府知府。